# Grüne Au (Röthenbach an der Pegnitz)
Grüne Au ist ein Gemeindeteil der Stadt Röthenbach an der Pegnitz im Landkreis Nürnberger Land (Mittelfranken, Bayern). Grüne Au liegt in der Gemarkung Haimendorf.

## Geografische Lage
Der Weiler Grüne Au liegt am Fuß des Moritzbergs und westlich von Haimendorf. Der Ort ist von dort aus über die Finkengasse und auch über den Schwandweg erreichbar, der zur Staatsstraße 2240 führt.

## Geschichte
Grüne Au wurde auf dem Gemeindegebiet von Haimendorf gegründet. Am 1. Juli 1972 wurde Grüne Au im Rahmen der bayerischen Gebietsreform nach Röthenbach an der Pegnitz eingemeindet.